# Регуляция внешнего дыхания
Регуляция внешнего дыхания - совокупность нервно-гуморальных механизмов, обеспечивающих автоматическую генерацию частоты и силы сокращения дыхательной мускулатуры, а также подстройку ритма и глубины дыхательных движений адекватно изменениям интенсивности метаболических процессов в организме.
Система регуляции дыхания представляет собой три взаимосвязанных контура: входной (информация поступает от коры головного мозга и периферических рецепторов), регуляторный (генератор ритма и центр интеграции чувствительной информации) и выходной (сигналы к двигательным клеткам ядер черепных нервов, а также к мотонейронам передних рогов спинного мозга).

## Дыхательный центр
Нервная регуляция легочной вентиляции осуществляется дыхательным центром. Он состоит из нескольких групп нейронов, сосредоточенных в стволе мозга по обе стороны продолговатого мозга и моста.

## Центральные и периферические рецепторы
Целью регуляции дыхания является поддержание оптимальных для жизнедеятельности организма концентрации газов (pO2, pCO2) и протонов (pH) в тканях. Отклонения этих параметров от нормы, а также интенсивность растяжения легочной ткани отслеживают центральные и периферические хеморецепторы, а также многочисленные сенсоры легких.
Центральные хеморецепторы расположены в передней области продолговатого мозга и на дне IV желудочка. Они реагируют прежде всего на повышение концентрации ионов H+ (ацидоз) в окружающей их среде. Прямое действие pCO2 плазмы крови на хемочувствительные нейроны незначительное, но может оказывать выраженный опосредованный эффект. При взаимодействии CO2 с водой образуется угольная кислота, диссоциация которой практически мгновенно повышает концентрацию вещества прямого действия - ионов H+. Изменения концентрации O2 в среде практически не оказывает прямого влияния на дыхательный центр.
Избыток CO2 и H+ действует главным образом прямо на нейроны дыхательного центра, активируя генерацию ими инспираторных и экспираторных сигналов к дыхательным мышцам.
Периферические хеморецепторы расположены в нескольких зонах за пределами мозга - в гломусах сонных артерий и в многочисленных тельцах в стенке дуги аорты. Каждое хеморецепторное тельце снабжается кровью отдельно отходящим от крупного артериального ствола маленьким сосудом. Это обеспечивает устойчивый контакт хеморецепторов с кислородом только артериальной крови. Хеморецепторы обладают наибольшей чувствительностью к понижению pO2, но они реагируют и на повышение концентрации CO2 и pH.
Афферентные волокна от периферических хеморецепторов в составе языкоглоточного и блуждающего нервов направляются в дорсальную дыхательную область продолговатого мозга.